# Android Honeycomb
Android «Honeycomb» (медовий стільник) — кодове ім'я для восьмої версії Android, призначена для пристроїв більшого розміру екрана, зокрема планшетів . Він більше не підтримується (новіші версії є). Honeycomb дебютувала з Motorola Xoom у лютому 2011 року. Окрім додавання нових функцій, Honeycomb представив нову так звану «голографічну» тему інтерфейсу користувача та модель взаємодії, яка побудована на основних функціях Android, таких як багатозадачність, сповіщення та віджети.

## Особливості
Нові функції, введені в Honeycomb, включають наступне:
- Програми електронної пошти та контактів використовують інтерфейс з двома панелями.
- Тепер програма Галерея дозволяє користувачам переглядати альбоми та інші колекції в повноекранному режимі з доступом до ескізів інших фотографій у колекції.
- Додаток Браузер замінює вікна вебпереглядача вкладками, додає режим інкогніто для анонімного перегляду та представляє закладки, та історію в єдиному вигляді, серед інших функцій.
- Перероблена клавіатура, щоб полегшити введення тексту на великих екранах, таких як планшети .
- Перегляд останніх програм для багатозадачності.
- Настроювані домашні екрани (до п'яти).